# Single-photon-pixel
Para visualizar una imagen en algún dispositivo electrónico se requiere de algún sensor de imagen. Estos elementos están compuestos en su mayoría por componentes sensibles a la luz como por ejemplo los foto-diodos. Los dispositivos de hoy en día cuentan con una gran resolución, sin embargo no es la suficiente para la extensión del rango dinámico de las cámaras de cine.
En General, la extensión del rango dinámico de una cámara de cine, se realiza de diferentes maneras. Ya sea por la división del tiempo de integración en una fase para recoger una carga con alta y baja sensibilidad, o bien mediante la reducción de la resolución del sensor, para mejorar el rango dinámico donde la carga de múltiples píxeles está ensamblada. 
Sin embargo la extensión del rango dinámico está limitada por la Full-Well-Capacity ya que estos elementos dividen el tiempo de integración o las áreas fotosensibles.
Una solución a este problema es el método Oversampling HDR, el cual realiza un submuestreo local y temporal de la matriz de pixeles, la cual codifica con una frecuencia muy alta a la cantidad de carga normal, en el caso de que exista un fotón (carga) en el píxel, el resultado binario será 1 de lo contrario 0.

## Rango dinámico y Full well capacity
Full well capacity es la carga más grande que un píxel puede sostener antes de saturarse. Cuando la carga en un píxel supera el nivel de saturación, la carga empieza a rellenar los píxeles adyacentes, un proceso conocido como Blooming. La cámara también comienza a desviarse de una respuesta lineal y por lo tanto, compromete el rendimiento cuantitativo de la cámara. Píxeles más grandes tienen una resolución espacial más baja pero su mayor well capacity ofrece mayor rango dinámico, que puede ser importante para algunas aplicaciones.
Debe evitar saturación de imágenes CCD (dispositivo de carga acoplada) de alto rendimiento ya que disminuye la capacidad cuantitativa de la CCD y produce borrosidad de imagen.
El rango dinámico de un CCD típicamente se define como la Full well capacity dividida por el ruido de la cámara y se relaciona con la capacidad de una cámara para registrar señales luminosas muy bajas al mismo tiempo junto con las señales luminosas. La relación se expresa en decibelios, que se calcula como 20log (Full well capacity / lectura del ruido).

## Aplicaciones
Los sensores de imagen de Single Photon Counting (SPC) tienen un número sin fin de aplicaciones como el aumento del rango del tiempo de vuelo (Time of flight)(ToF) y la mejora de calidad en imágenes microscópicas.
CMOS (sensor CMOS) single photon avalanche diode (SPAD) son sensores de imagen que ofrecen la ventaja combinada de la integración de la electrónica y de alta precisión de temporización.

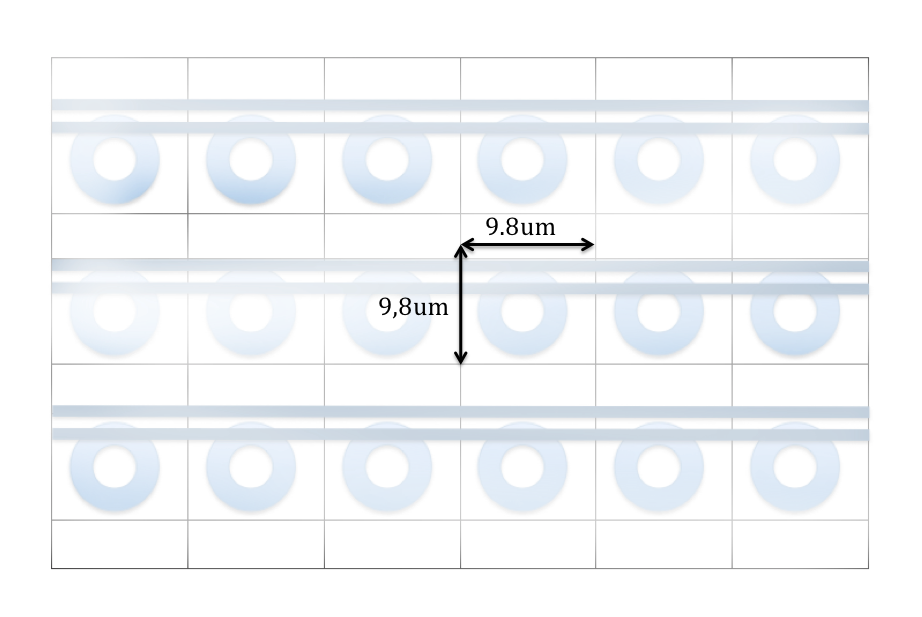

SPAD (Single Photon Avalanche Diode) construido con tecnología CMOS son dispositivos electrónicos utilizados en sensores que cuentan fotones. Una aplicación es el cálculo del TOF (Time of flight). El reto esta en definir la compensación correcta entre pixel pitch (lanzamiento de píxel), la proporción de la zona fotosensible a su área total (Fill Factor) y las funciones integradas en los píxeles.
Utilizando Analogue SPC (Single Photon Counting Pixels) con un alojamiento entre los píxeles de 25 μm se consigue un factor de llenado del 21%.
Un método común para lograr un mayor factor de llenado es construir un sensor de temporización adjunto en el exterior y un circuito de conteo.
La desventaja de esta estructura es la limitación de la señal de enrutamiento y el aumento de buses compartidos.
Para resolver estos problemas podemos utilizar un lanzamiento de píxel totalmente digital con 44.65 μm, pero esto causa un factor de llenado del 3.2%.
Se puede conseguir utilizando un análogo SPC de 25μm de echada con un factor de llenado de 21%. (Fig. 1)
Para operar en una matriz de píxeles grandes es necesario utilizar un amplificador de transferencia de carga (CAT) que permite una variación de voltaje en un rango de 100 μV hasta 1V por lectura para ajustar la capacidad de 1 a 1000 lecturas.

- La sensibilidad final y la relación señal a ruido es alcanzado en el denominado "límite cuántico", contando cada fotón por separado. El estado actual de la técnica de radiografía digital es en gran parte la "integración de carga", basada en lo que resulta de un ruido de lectura que está compuesto por el límite de ruido de tiro fotónico cuántico, también por el ruido de lectura electrónica y del exceso de ruido debido a los tamaños no reproducibles del paquete de carga absorbida por fotones de rayos X.
Cuenta cada fotón separando la sensitividad y la [relación señal/ruido], limitados por el límite cuántico.
Un método común utilizado en los sensores de imagen es la carga de integración que está definido en un período de tiempo. La desventaja de este proceso es que el resultado lee un ruido causado por el ruido de disparo de fotones (shot noise), y un ruido de lectura en la salida electrónica. 
Un píxel detecta cada fotón por separado y se procesa en nivel binario. La cuenta de fotones se realiza de forma analógica.